# John H. Moffitt

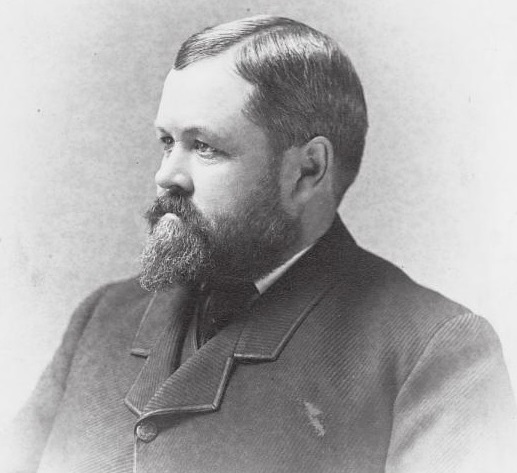
John Henry Moffitt

John Henry Moffitt (* 8. Januar 1843 bei Chazy, New York; † 14. August 1926 in Plattsburgh, New York) war ein US-amerikanischer Politiker. Zwischen 1887 und 1891 vertrat er den Bundesstaat New York im US-Repräsentantenhaus.

## Werdegang
John Henry Moffitt wurde ungefähr drei Jahre vor dem Ausbruch des Mexikanisch-Amerikanischen Krieges im Clinton County geboren. Er besuchte die Bezirksschule und die Plattsburgh Academy. Während des Bürgerkrieges kämpfte er auf der Seite der Nordstaaten. Er verpflichtete sich am 27. April 1861 als Private in der Kompanie C im 16. Regiment der New York Volunteers. Er wurde zum Korporal befördert. Für seine Verdienste bei Gaines Mill am 27. Juni 1862 erhielt er am 3. März 1891 die Medal of Honor verliehen. Am 18. Mai 1863 wurde er und sein Regiment ausgemustert. Er graduierte 1864 am Fort Edward Collegiate Institute. Zwischen 1866 und 1872 war er Deputy Collector of Customs in Rouses Point. Danach ging er zwischen 1872 und 1891 der Herstellung von Eisen durch Holzkohlebeheizte Rennöfen in Moffitsville im Clinton County und Belmont im Allegany County nach – damals noch Teil vom Franklin County. Während dieser Zeit wählte man ihn 1877 zum Supervisor in Saranac im Clinton County. Politisch gehörte er der Republikanischen Partei an.
Bei den Kongresswahlen des Jahres 1886 für den 50. Kongress wurde Moffitt im 21. Wahlbezirk von New York in das US-Repräsentantenhaus in Washington, D.C. gewählt, wo er am 4. März 1887 die Nachfolge von Frederick A. Johnson antrat. Er wurde einmal wiedergewählt. Da er auf eine erneute Kandidatur 1890 verzichtete, schied er nach dem 3. März 1891 aus dem Kongress aus.
Nach seiner Kongresszeit war er zwischen 1891 und 1899 Manager bei der Syracuse Street Railway Company. 1900 wurde er Superintendent im City Water Department – ein Posten, den er bis 1902 innehatte. Danach war er zwischen 1902 und 1904 Kassierer bei der Plattsburgh National Bank und von 1904 bis zu seinem Tod Präsident der Plattsburgh National Bank and Trust Company. Er hatte den Vorsitz im Republican Committee vom Clinton County. 1912 nahm er als Delegierter an der Republican National Convention in Chicago teil. Er verstarb am 14. August 1926 in Plattsburgh und wurde dann auf dem Mount Carmel Cemetery beigesetzt. Wenige Jahre später brach die Weltwirtschaftskrise aus.

## Einzelquelle
1. ↑  Medal of Honor Recipients - John H. Moffitt (Memento vom 10. Juni 2016 im Internet Archive)